# 12143 Harwit
12143 Harwit este un asteroid din centura principală, descoperit pe 24 septembrie 1960 de Cornelis van Houten și Ingrid van Houten și Tom Gehrels.